# Väinö Paunu
Väinö Paunu ou Paunu est une société de transport en commun par autobus à Tampere en Finlande .

## Présentation
ExpressBus est une marque commerciale commune à trois sociétés de transport par autobus Länsilinjat, Väinö Paunu et Pekolan liikenne.